# Sweet☆Line甜蜜陣線
《Sweet☆Line甜蜜陣線》是撰寫，如月水繪製插畫的日本輕小說作品，由ASCII Media Works出版社之電擊文庫出版發行。中文版由台灣角川代理發行。

## 故事簡介
熱血高中生花澤正午，每當看到有才能的人，就會忍不住想替他加油。某天，新人聲優新島永遠搬進了正午家隔壁。永遠因為非常怕生，加上重度的男性恐懼症，在動畫錄音現場用電擊棒把一起配音的男性聲優給電昏了。這件事激怒了大牌動畫製作人豐國，對她下了最後通牒，如果沒辦法在兩星期後的試驗中合格，就要她退出聲優界。正午參觀了永遠的錄音現場，對永遠驚異的才能打動，決定幫她通過試驗。為了達成目標，正午決定和她開始共同生活……

## 登場人物
花澤 正午
本作主角。17歲的高中2年級學生。喜歡吃辣，連可樂餅麵包都會配辣椒醬。
新島 永遠
16歲。搬家到正午家隔壁的新人聲優。非常怕生，又有重度男性恐懼症，沒辦法好好的和別人溝通。天才聲優，沒有受過專業訓練還能在角色選秀會時被選上。
山川 舞
17歲，高中2年級學生。處女座B型。喜歡角色扮演，和正午初次見面時穿著女僕裝登場。興趣是動畫鑑賞和網路遊戲。
神樂坂 春香
16歲，高中1年級學生。金牛座A型。努力型聲優，很會照顧別人。
鐮倉 裕之助
17歲，高中2年級學生。正午的好朋友。死忠動畫迷，對聲優的知識和情報收集力深不可測。遇到永遠、舞和春香時會陷入失控狀態。
花澤 真弓
正午的姊姊，動畫製作公司「奧伯龍」的動畫製作人。
豐國 如意
業界首屈一指的動畫製作人，創造出許多賣座動畫。蓋在精華地段的奧伯龍公司大樓是靠他賺的錢蓋起來的。對正午很有興趣。
明古地
舞和春香的經紀人。熱衷動畫，開痛車代步。

## 出版書籍

### 輕小說
| 集數 | 日文副標題 | 中文副標題   | 日本           | 日本                   | 臺灣 香港      | 臺灣 香港              |
| 集數 | 日文副標題 | 中文副標題   | 發售日期       | ISBN                   | 發售日期       | ISBN                   |
| ---- | ---------- | ------------ | -------------- | ---------------------- | -------------- | ---------------------- |
| 1    |            |              | 2009年5月20日  | ISBN 978-4-04-867815-5 | 2010年3月24日  | ISBN 978-986-237-514-3 |
| 2    |            | 選秀會備戰篇 | 2009年10月10日 | ISBN 978-4-04-868072-1 | 2010年5月28日  | ISBN 978-986-237-599-0 |
| 3    |            | 選秀會篇     | 2010年3月10日  | ISBN 978-4-04-868404-0 | 2010年12月2日  | ISBN 978-986-237-874-8 |
| 4    |            | 成員召集篇   | 2012年2月10日  | ISBN 978-4-04-886370-4 | 2012年8月22日  | ISBN 978-986-287-863-7 |
| 5    |            | 畢業追憶篇   | 2012年6月10日  | ISBN 978-4-04-886629-3 | 2012年11月10日 | ISBN 978-986-325-022-7 |